# Пам'ятник Григорію Сковороді (Чорнухи)

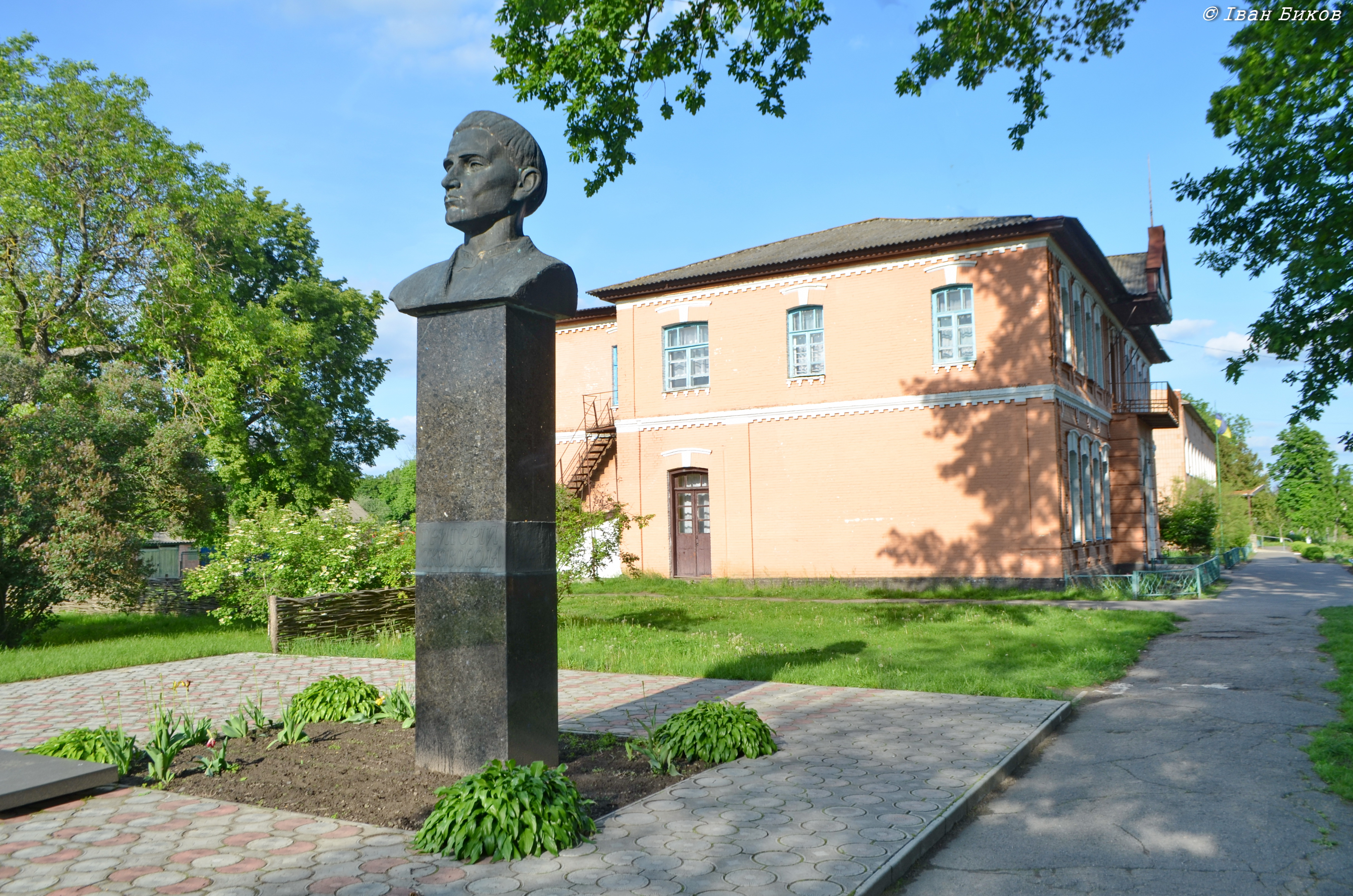
Пам'ятник Григорію Сковороді в Чорнухах

Пам'ятник Григорію Сковороді в Чорнухах — пам'ятник-погруддя українському філософу, просвітителю та поетові Григорію Савичу Сковороді на його батьківщині у смт Чорнухах (нині районний центр Полтавської області).

## Загальна інформація
Пам'ятник встановлено на території Чорнухинського літературно-меморіального музею Г. С. Сковороди за адресою: вул. Центральна, 45, смт Чорнухи (Полтавська область), Україна.
Автор пам'ятника — скульптор Микола Коган.

## Опис
Чорнухинський пам'ятник Григорію Сковороді являє собою погруддя філософа з кованої міді (розміри: 1,45 × 1,35 × 0,95 м), встановлене на лабрадоритовому постаменті (розміри: 3,25 × 0,77 × 0,61 м).
Посередині постаменту мідний поясок з написом «Григорій Сковорода».
Майданчик навколо пам'ятника оформлений декоративною плиткою. Ліворуч від пам'ятника — у горизонтальному положенні меморіальна плита.

## Історія
Перша спроба увічнити пам'ять філософа, поета та богослова Григорія Сковороди на його батьківщині, в селищі Чорнухи, розпочалася зі звернення його мешканців у 1914 році до Лохвицької повітової земської управи з проханням про дозвіл на збір пожертвувань для будівництва пам'ятника своєму землякові. Після тривалих дебатів земство змушене було дозволити такий збір. Але на перешкоді здійснення цього задуму став початок першої світової війни, тож побудову пам'ятника було відкладено.
У грудні 1922 року на відзначенні 200-річчя з дня народження Сковороди в Чорнухах та Лохвиці було відкрито погруддя та пам'ятник філософа роботи українського скульптора і кінодіяча Івана Петровича Кавалерідзе. Встановлений він був неподалік школи, і цього ж року вона стала носити ім'я Григорія Савича Сковороди.
У роки німецько-радянської війни погруддя було пошкоджене. Після її закінчення відреставроване і повернуте на своє місце.
З нагоди відзначення 250-ліття від дня народження Григорія Сковороди (1972) у Чорнухах було побудовано і відкрито меморіальну садибу батьків Григорія Сковороди та історико-краєзнавчий музей (тепер Чорнухинський літературно-меморіальний музей Г. С. Сковороди). Тоді ж біля меморіального комплексу встановили і відкрили пам'ятник-погруддя Григорія Сковороди роботи М. Г. Когана. А погруддя Івана Кавалерідзе було перенесено у першу залу музею, ставши одним з найцінніших його експонатів.
У радянський час майданчик біля пам'ятника був викладений залізобетонними плитами. За незалежності України у ході реконструкції їх замінили декоративною плиткою.

## Виноски
1. ↑  Літературно-меморіальний музей Г. С. Сковороди: Путівник / [Авт. тексту Т. В. Гринь]. — Чорнухи, 2006.— 22 с., іл. — С. 3 електронне посилання → тут[недоступне посилання з червня 2019]